# Sumelis bicoloripennis
Sumelis bicoloripennis är en skalbaggsart som beskrevs av Stefan von Breuning 1956. Sumelis bicoloripennis ingår i släktet Sumelis och familjen långhorningar. Inga underarter finns listade i Catalogue of Life.